# Atlantischer Engelhai
Der Atlantische Engelhai (Squatina dumeril), im englischen Sprachraum als sand devil (dt. ‚Sandteufel‘) bezeichnet, ist ein bodenbewohnender Hai, der an der Atlantikküste Nordamerikas vorkommt.

## Aussehen und Merkmale
Der Atlantische Engelhai kann eine maximale Körperlänge von etwa 150 cm erreichen. Wie bei anderen Engelhaien ist der Rumpf stark abgeflacht mit sehr breiten Brustflossen, wodurch die Tiere in der Gestalt eher wie lange Rochen wirken. Die Brustflossen sind jedoch deutlich vom Rumpf abgesetzt, während sie bei den meisten Rochen ansatzlos in den Körper übergehen. Sie haben zwei Rückenflossen und besitzen keine Afterflosse. Der Körper hat eine blass-blaue bis aschgraue Rückenfarbe ohne auffällige Zeichnung, dunkle bis schwarze Flecken können vorhanden sein und Jungtiere haben häufig weiße Flecken. Die Unterseite ist weiß mit roten Flecken und rötlichen Flossenumrandungen. Die Rückenflossen und die Schwanzflosse sind dunkler als die Rückenfärbung mit hellen Ansätzen. Auf dem Schnauzenbereich und in anderen Kopfbereichen befinden sich leicht vergrößerte Dornen, die bei den ausgewachsenen Tieren Gruppen bilden. Die Rückendornen sind bei den Jungtieren reduziert, bei den ausgewachsenen Haien unscheinbar.
Die Augen liegen auf der Kopfoberseite mit einer stark konkaven Fläche zwischen den Augen, das Maul ist endständig, die äußeren Nasenöffnungen sind mit kurzen Barteln versehen. Die Spritzlöcher sind groß und von den Augen mit einem 1,5-fachen Augendurchmesser entfernt. Die Anzahl der seitlich, unten liegenden Kiemenöffnungen beträgt fünf. Die Nasenklappen und die Barteln sind leicht gefingert oder glatt gerandet, die seitlichen Kopffalten sind flach ohne dreieckige Lappen.

## Verbreitung

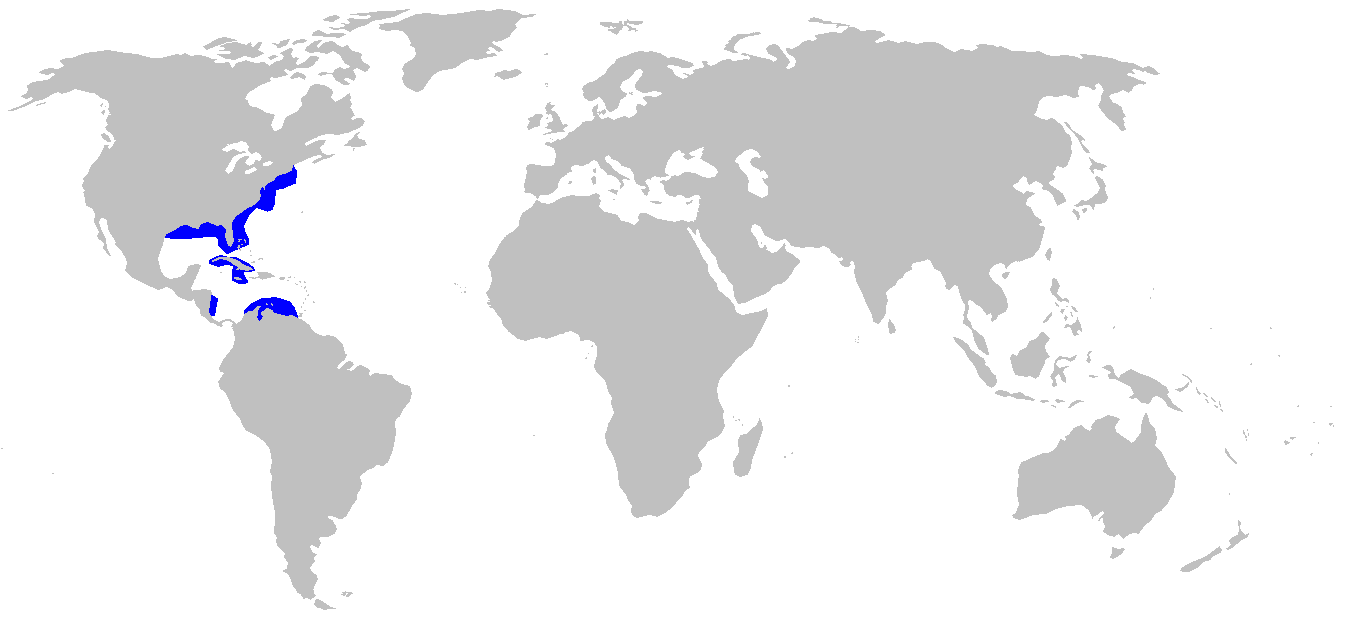
Verbreitung des Atlantischen Engelhais

Das Verbreitungsgebiet des Atlantischen Engelhais befindet sich im Küstenbereich des nordwestlichen Atlantiks und des Golf von Mexiko entlang der Küste Nordamerikas. Nicht gesichert sind Vorkommen an den Küsten Kubas, Nicaraguas, Jamaikas und Venezuelas.
Er lebt im äußeren Randbereich des Kontinentalschelfs vor allem in Tiefen zwischen 40 und 250 Metern, wobei er bis in Tiefen von 1290 Metern nachgewiesen ist. Der Hai kommt vor allem im Sommer in die Flachwasserbereiche der Küsten und zieht sich im Winter in tieferes Wasser zurück.

## Lebensweise

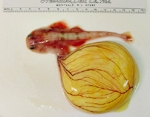
Embryo des Atlantischen Engelhais

Wie andere Engelhai ernährt er sich vor allem von kleinen Knochenfischen, Weichtieren und Krebsen, die er als Lauerjäger auf dem Boden liegend erbeutet. Wie alle Engelhaie ist er ovovivipar – die Eier werden im Muttertier ausgebrütet, bevor die Jungtiere lebend geboren werden. Dabei bringen die Weibchen dieser Art im Sommer bis zu 25 Jungtiere zur Welt.
Die Geschlechtsreife erreichen die Tiere mit einer Körperlänge von etwa 90 bis 110 Zentimetern.

## Gefährdung
Eine Einstufung der Gefährdung dieser Art wird durch die International Union for Conservation of Nature (IUCN) aufgrund unzureichender Daten (data deficient) nicht vorgenommen. Eine gezielte Befischung der Art findet nicht statt, sie wird jedoch als Beifang der Schleppnetzfischerei gefangen. Aufgrund der fehlenden Daten zur Reproduktion und vor allem zum Verbreitungsgebiet wird von der IUCN keine Bewertung vorgenommen.

## Belege
1. 1 2  Squatina dumeril in der Roten Liste gefährdeter Arten der IUCN 2010. Eingestellt von: Heupel, M.R. & Carlson, J.K., 2006. Abgerufen am 18. Dezember 2010.